# Renfe série S-446
La série S-446 est une série d'automotrices électriques de la Renfe.
Cette série marque une rupture avec la politique menée jusqu'alors par la Renfe en matière d'automotrices, politique où la limite entre matériel spécifique de banlieue et matériel régional ou interurbain restait assez floue. Étudiées à la fin des années 1980, les 446 et leurs sœurs cadettes de la série 447 répondent à une augmentation notable du trafic de banlieue, due à de nouvelles électrifications dans les secteurs de Bilbao et Madrid. Si les 440 ont donné d'excellents résultats, il est clair que leur conception est désormais dépassée, s'agissant de nouveaux services à arrêts très fréquents et à faible distance entre les stations.

## Conception
La série 446 est étudiée en fonction des résultats obtenus avec le prototype 445. Deux nouvelles entreprises viennent s'ajouter à celles ayant participé à ce premier projet, Mitsubishi, plus particulièrement chargée de l'étude des équipements électriques, et le cabinet catalan AD Design chargé d'étudier le design intérieur et extérieur des nouvelles rames.
La technologie retenue, dite chopper, dérive directement de celle utilisée sur les 445. Les moteurs sont en courant continu, car à l'époque la technologie triphasée en est encore à ses balbutiements en matière de 3000 volts. La distance moyenne entre gares à desservir étant de l'ordre de 1 à 1,5 kilomètre (cas sur Malaga-Fuengirola, Mostoles-Aluche, ou le Bilbao-Portugalete-Triano), la vitesse maximale est fixée à 100 km/h.
Les 446 sont construites en deux lots.
- Le premier est livré entre juillet 1989 et décembre 1991. Il est partagé entre la CAF, MACOSA et MTM pour les parties mécaniques, Cenemesa, Conelec, Mitsubishi et AD pour les parties électriques.
- Le second lot de 70 unités est reçu entre mai 1992 et mai 1993. Il présente quelques différences avec le premier, en particulier au niveau des portes d'accès qui sont à commande électrique, et de la décoration puisque la série est livrée d'origine avec le nouveau logotype "C" réservé à la banlieue. Ce lot est construit par la CAF et MTM, en collaboration avec ABB et Ateinsa pour les parties électriques.

La seule manière de distinguer une 446 d'une 447 est la couleur des lettres suivant le numéro de série (M ou R) : blanches pour les 446, jaunes pour les 447.

## Service
La première unité, 446-001, est livrée avec une étrange décoration jaune et grise. Elle est repeinte aux nouvelles couleurs de l'activité banlieue, rouge et blanc, avant sa mise en service. Elle participe aussitôt à divers essais de mise au point.
Le service des 446 débute à Madrid, sur les lignes de Parla et de Fuenlabrada en 1989.
Dans la région de Barcelone, elles commencent à faire du service entre Mataró et l'aéroport de Prat de Llobregat en février 1991.
Enfin, après changement de la tension 1500 volts en 3000 volts, les 446-071 à 082 sont engagées sur le Bilbao-Portugalete-Triano le 16 mars 1991. Ces unités ont dû être modifiées (suppression des marchepieds rétractables) en raison de la présence de quais hauts sur cette ligne.
L'absence de toilettes sur les rames 446 leur vaut très vite le surnom de Dodotis (du nom d'une marque locale de tampons hygiéniques) qui va leur rester.
D'avril à octobre 1992, quelques unités sont envoyées à Séville pour assurer du service lors de l'exposition universelle. Les attentats du 11 mars 2004 à Madrid provoquent la perte des 446-018 et 096, irréparables et réformées. Les caisses 446-021 et 446-070 sont également réformées, et une nouvelle composition est créée avec les caisses 446-022+446-035+446-069, la remorque 446-011 étant gardée en réserve.
Début 2006, le parc est réparti entre Malaga (6 unités), Madrid (139 unités) et Bilbao (22 unités).